# 낸시 마이어스
낸시 마이어스(Nancy Meyers, 1949년 12월 8일 ~ )는 미국의 영화 감독, 영화 각본가, 영화 제작자이다.

## 작품 목록
- 페어런트 트랩 (1998)
- 왓 위민 원트 (2000)
- 사랑할 때 버려야 할 아까운 것들 (2003)
- 로맨틱 홀리데이 (2006)
- 사랑은 너무 복잡해 (2009)
- 인턴 (2015)